# Dermatita herpetiformă Duhring
Dermatita herpetiformă Duhring este o afecțiune a pielii, necontagioasă dar ereditară, care apare ca urmare a intoleranței corpului la gluten și care face parte din grupul Enteropatiei gluten-senzitive (alături de celiachia copilului și a adultilui. 
Leziunile de piele prin care se manifestă apar pe toată suprafața corpului cu erupții cutanate (modificări bruște de piele) formate din macule, papule, pustule, peteșii, descuamări, dar cu precădere pe partea de extensie a brațelor, picioarelor, pe axila anterioară, umeri, între omoplați, pe partea lombo-sacrală.  Erupțiile durează de regulă între 6 săptămâni și 3 - 6 luni, accesele eruptive putând apărea în mod periodic. 
Boala are tratamentul identic cu celiachia. Tratamentul prin alimentație fără gluten se asociază cu un medicament de uz intern, tabletele având scopul de a preveni erupțiile. Multe persoane afectate pot renunța la acest medicament după o perioadă de alimentație complet lipsită de gluten. 
Detaliile privind diagnosticul și tratamentul bolii sunt expuse în articolul despre celiachie.